# Exynos

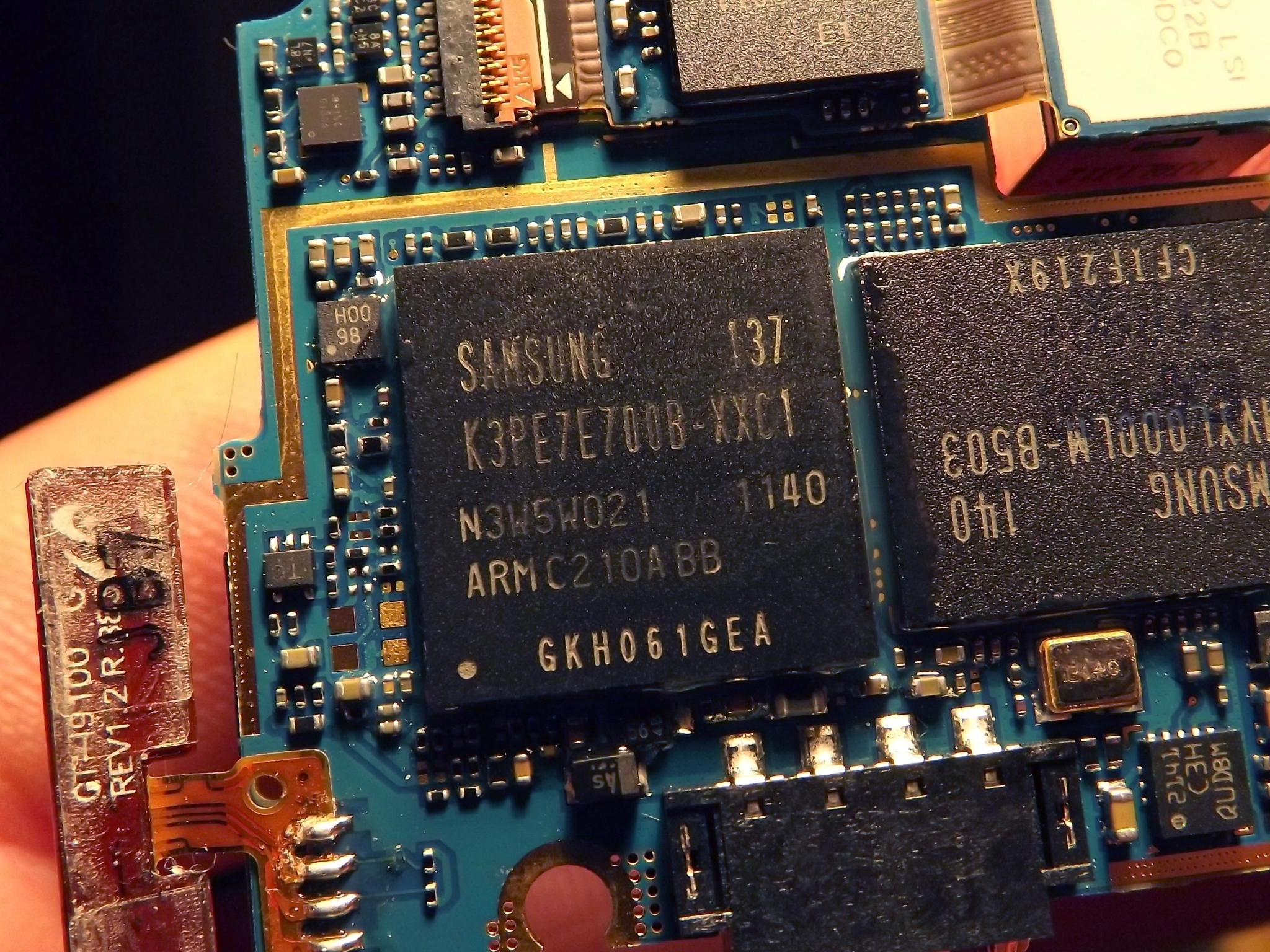
Exynos 4210 sur la carte mère du Samsung Galaxy S II

Exynos est le nom de plusieurs séries de SoC, basés sur l'architecture ARM de la marque sud-coréenne Samsung.
La plus ancienne série à porter le nom officiel Exynos est le Hummingbird S5PC110 (Exynos 3110, un Cortex A8 contenant un GPU PowerVR SGX540) qui équipe les premières versions du smartphone Wave (tournant sous le système d'exploitation de Samsung Bada), puis du Galaxy S et de la tablette Galaxy Tab, tous deux utilisant le système d'exploitation Android de Google.
Il ne portera cependant officiellement le nom qu'après la sortie de son successeur, le Exynos 4210 (Cortex A9MP, dualcore, équipés de GPU Mali-400 MP), équipant notamment le Galaxy S II.

## Histoire

### Premier modèle de Cortex A15 sur le marché
Samsung a sorti en 2011 des premiers échantillons pour les développeurs d'application de l'Exynos 5250 à 2 GHz (Cortex A15, Dual-core, équipés de GPU Mali T604) en novembre 2011 ; ils devraient être disponibles en masse au troisième trimestre de 2012.
Les deux premiers produits mis sur le marché pour le public et comportant un Cortex A15 sont le Google Samsung Chromebook et la carte mère orienté développement Arndale puis la tablette Samsung Nexus 10. Sortis fin 2012, ils sont tous deux équipés du Samsung Exynos 5250. Ils sont équipés d'Android mais peuvent également faire fonctionner Ubuntu pour ARM.
Ceux-ci sont capables d'exécuter 14 000 DMIPS (14 milliards d'instructions par seconde), soit le double des Cortex A9 à 1,5 GHz (7500 DMIPS). Il peut encoder de la vidéo 8MP, QFHD (Quad Full High Definition, 3840×2160, également appelé 4K2K) à 30 images par seconde et de la vidéo 1080p à 30 images par seconde.
Devrait suivre l'Exynos 5450, un ARM Cortex A15, quadcore, équipé de GPU Mali T604.

### Exynos 5 Octa: premier modèle octo-cœur big.LITTLE
C'est début 2013, lors du CES de Las Vegas, que Samsung a présenté le tout premier processeur à huit cœurs doté d'une architecture big.LITTLE dénommé Exynos 5 Octa, il est composé de 4 cœurs Cortex-A15, tournant à la fréquence de 1,8 GHz, et de 4 cœurs Cortex-A7, cadencés à 1,2 GHz.
Gravée en 28 nm, cette puce permet, selon le constructeur, une économie en énergie de l'ordre de 70 % par rapport aux modèles Exynos précédents.
L'Exynos 5 Octa version 5410 fonctionne de pair avec un processeur graphique PowerVR SGX544MP3, cadencé à 533 MHz et développant 51,1 GFLOPS.
Tandis que l'Exynos 5 Octa version 5420 utilise un ARM Mali-T628 (8 cœurs) (deuxième génération des Mali-T6xx).

### Exynos 5430: Passage à la gravure 20 nm
Samsung publie en août 2014 des informations concernant son nouveau processeur 32 bits huit cœurs, l'Exynos 5430. C'est le premier processeur de Samsung gravé en technologie 20 nm HKMG. Le procédé de fabrication est nouveau puisque la porte est maintenant le dernier élément ajouté. Il s'agit toujours d'un couple big.LITTLE Cortex-A15 et Cortex-A7, mais la révision a changé pour la r3p3 apportant différentes améliorations au niveau de la puissance électrique et du clock gating, réduisant ainsi la consommation électrique.

### Exynos Infinity: Premier modèle 64 bits
L'Exynos Infinity (nom de code : Samsung GH7) est le premier SoC Exynos 64 bits, il est composé de 4 cœurs 64 bits. Il est présenté au Mobile World Congress de Barcelone en février 2014,.

### Exynos 9: gravure10nm
L'Exynos 8895, de la série Exynos 9, présenté au MWC 2017, apporte une gravure en 10 nm FinFET utilisant une structure 3D améliorée. Ce premier modèle comporte 4 cœurs d'un processeur conçu par Samsung et 4 cœurs Cortex-A53, un GPU Mali-G71 et un modem gigabit LTE intégré.

## Liste des SoC Samsung
| Numéro de série                                    | Technologie du semiconducteur | Jeu d'instruction du CPU | CPU                                                                                             | GPU                                                        | Technologie mémoire                                                           | Disponibilité      | Périphérique utilisant |
| -------------------------------------------------- | ----------------------------- | ------------------------ | ----------------------------------------------------------------------------------------------- | ---------------------------------------------------------- | ----------------------------------------------------------------------------- | ------------------ | --- |
| S3C44B0                                            | 0,25 μm CMOS                  | ARMv4                    | ARM7TDMI 66 MHz                                                                                 | Contrôleur LCD                                             |                                                                               |                    | Juice Box |
| S3C2410                                            | 0,18 μm CMOS                  | ARMv4                    | ARM9 (ARM920T) à 200/266 MHz                                                                    | Contrôleur LCD                                             |                                                                               | 2003               | HP iPAQ H1930/H1937/H1940/rz1717, HP 49g+/48gII/50G, Everex E500, E-TEN InfoTouch P300, Acer n30/n35/d155, Palm Z22, LG LN600, Typhoon MyGuide 3610 GO                          |
| S3C2440                                            | 0,13 μm CMOS                  | ARMv4                    | ARM9 (ARM920T) à 300/400 MHz                                                                    | Contrôleur LCD                                             |                                                                               | 2004               | HP iPAQ rx3115/3415/3417/3715, Everex E900, Airis T470i/920/930, Acer n300/311, Typhoon MyPhone M500, Mio p550/P350/C710 Digi-Walker                                            |
| S3C2443                                            |                               | ARMv4                    | ARM9 (ARM920T) à 400 - 533 MHz                                                                  | Contrôleur LCD                                             | 4KB iSRAM                                                                     | 2007               | Asus R300/R600/R700, Mio Digi-Walker (C620T/...), Mio Moov 2xx/3xx, LG LN8xx, JoinTech JPro Mini Laptop JL7220, Navigon 8300/8310                                               |
| S3C2450                                            | 65 nm                         | ARMv5                    | ARM9 (ARM926EJ) à 400 - 533 MHz                                                                 | accélération graphique 2D                                  | 64 KB SRAM                                                                    | 2008               | Mio Moov 500/510/560/S568/580, Getac PS535F, MENQ EasyPC E720/E790, Archos Arnova 10, Hivision PWS0890AW, SMiT MTV-PND530 8 GB                                                  |
| S3C2416                                            | 65 nm                         | ARMv5                    | ARM9 (ARM926EJ) à 400 MHz                                                                       | Accélération graphique 2D                                  | 64 KB SRAM                                                                    | 2009               | iconX G310, HP Prime |
| S5L8900                                            | 90 nm                         | ARMv6                    | ARM11 à 412 MHz                                                                                 | PowerVR MBX Lite                                           | eDRAM                                                                         | 2007               | Apple iPhone, Apple iPhone 3G, Apple iPod touch 1G, Apple iPod touch 2G |
| S3C6410                                            | 65 nm                         | ARMv6                    | ARM11 à 533/667/800 MHz                                                                         | Samsung FIMG 3DSE: accélération graphique 2D/3D            | DDR                                                                           | 2009               | Samsung GT-i5510 Galaxy 551, Samsung GT-i5700 Galaxy Spica, Samsung M910 Intercept                                                                                              |
| S5PC100                                            | 65 nm                         | ARMv7                    | ARM Cortex-A8 à 667 - 833 MHz                                                                   | PowerVR SGX535                                             | LPDDR2, DDR2                                                                  | 2009               | Apple iPhone 3GS, Apple iPod touch 3G |
| Exynos 3110 (Hummingbird S5PC110, Exynos 3 Single) | 45 nm                         | ARMv7                    | ARM Cortex-A8 à 1 GHz                                                                           | 200 MHz PowerVR SGX540                                     | LPDDR, LPDDR2, ou DDR2                                                        | 2010               | Samsung Galaxy S, Samsung Wave S8500, Nexus S, Meizu M9, Samsung Galaxy Tab, Samsung Droid Charge, Exhibit 4G, Samsung Infuse, Samsung Galaxy S wifi 4, Samsung Galaxy S wifi 5 |
| Exynos ? (S5PV210)                                 | 65 nm                         | ARMv7                    | ARM Cortex-A8 à 1 GHz                                                                           | 200 MHz PowerVR SGX540                                     | ?                                                                             | ?                  | FriendlyARM Mini 210, |
| Exynos 4210 (Exynos 4 Dual 45 nm) S5P64xx          | 45 nm                         | ARMv7                    | Double cœurs ARM Cortex-A9 à 1-1,2 GHz                                                          | ARM Mali-400 MP4                                           | LPDDR2, DDR2 ou DDR3                                                          | 2011               | Samsung Galaxy S II, Hardkernel ODROID-A, Meizu MX (version double cœur), FXI Tech Cotton Candy                                                                                 |
| Exynos 4212 (Exynos 4 Dual 32 nm) S5P64xx          | 32 nm                         | ARMv7                    | Double cœurs ARM Cortex-A9 à 1,4 GHz                                                            | ARM Mali-400 MP4                                           | LPDDR2, DDR2 ou DDR3                                                          | 2011               | Samsung Galaxy Note, Samsung Galaxy Tab 7.7, Meizu MX, version double cœur avancée)                                                                                             |
| Exynos 4412 (Exynos 4 Quad)                        | 32 nm                         | ARMv7                    | Quadruple cœurs ARM Cortex-A9 à 1,4-1,6 GHz                                                     | ARM Mali-400 MP4                                           | LPDDR2, DDR2 ou DDR3                                                          | 2012               | Samsung Galaxy (S III, Note II, Note 10.1, Note 8.0), Nibbio Meizu MX (version quadruple cœur), Hardkernel ODROID-X, Origen 4 Quad                                              |
| Exynos 4412 Prime (Exynos 4 Quad)                  | 32 nm                         | ARMv7                    | Quadruple cœurs ARM Cortex-A9 à 1,7 GHz, 1 Mo cache L2                                          | ARM Mali-400 MP4 à 440 MHz                                 | 2 Go LPDDR2 (intégré au SoC ?)                                                | 2013               | Hardkernel ODROID-U2, ODROID-U3 |
| Exynos 5250 (Exynos 5 Dual)                        | 32 nm                         | ARMv7                    | Double cœurs ARM Cortex-A15 MPCore à 1,7-2,0 GHz                                                | ARM Mali-T604                                              | 533 MHz LPDDR2 double canaux, 12,8 Gbit/s 800 MHz LPDDR3 ou DDR3 dual channel | 2012               | Arndale Board, Samsung Chrombook XE303, ARMBRIX,, Google Nexus 10 |
| Exynos 5260 (Exynos 5 Hexa)                        | 28 nm                         | ARMv7                    | Quadruple cœurs ARM Cortex-A7 MPCore 1,3 GHz et double cœurs ARM Cortex-A15 MPCore 1,7 GHz      | ARM Mali-T624                                              | 2 Go LPDDR3                                                                   | 2014               | Samsung Galaxy Note 3 lite (ou Neo), Samsung Galaxy K zoom |
| Exynos 5440 (Exynos 5 Quad)                        | 28 nm                         | ARMv7                    | Quadruple cœurs ARM Cortex-A15 MPCore 1,7 GHz (rumeur)                                          | ARM Mali-T604                                              |                                                                               | 2013 ?             | [ 17 ] |
| Exynos 5450 (Exynos 5 Quad)                        | 28 nm                         | ARMv7                    | Quadruple cœur ARM Cortex-A15 MPCore à 2,0 GHz (rumeur)                                         | ARM Mali-T658 MP8                                          |                                                                               | 2013 ?             | |
| Exynos 5410 (Exynos 5 Octa)                        | 28 nm HKMG                    | ARMv7                    | Quadruple cœurs ARM Cortex-A15 MPCore à 1,8 GHz + quadruple cœur ARM Cortex-A7 MPCore à 1,2 GHz | PowerVR SGX544MP3 (tri cœur) à 533 MHz                     |                                                                               | 2013               | Samsung Galaxy S4, Odroid-XU, Meizu MX3 |
| Exynos 5420 (Exynos 5 Octa)                        | 28 nm HKMG                    | ARMv7                    | Quadruple cœurs ARM Cortex-A15 MPCore 1,8 GHz + quadruple cœurs ARM Cortex-A7 MPCore à 1,3 GHz  | ARM Mali-T628 (6 cœurs) à 533 MHz                          |                                                                               | 2013               | . Samsung Galaxy Note 3 (version internationale), Samsung Galaxy Note 10.1 2014 Edition (édition 2013), Arndale Octa,                                                           |
| Exynos 5422 (Exynos 5 Octa)                        | 28 nm HKMG                    | ARMv7                    | Quadruple cœur ARM Cortex-A15 MPCore à 2,1 GHz + quadruple cœur ARM Cortex-A7 MPCore à 1,5 GHz  | ARM Mali-T628 MP6 à 695 MHz mobile image compression (MIC) |                                                                               | 2014               | Odroid-XU4 Odroid-HC2 |
| Exynos 5430 (Exynos 5 Octa)                        | 20 nm                         | ARMv7                    | Quadruple cœur ARM Cortex-A15 MPCore à 1,8 GHz + quadruple cœur ARM Cortex-A7 MPCore à 1,3 GHz  | ARM Mali-T628 MP6 à 600 MHz                                | 2x32-bit LPDDR3 à 2 133 MHz                                                   | 2014               | Samsung Galaxy Alpha (SM-G850F) |
| Exynos 5800 (Exynos 5 Octa)                        | 28 nm HKMG                    | ARMv7                    | Quadruple cœur ARM Cortex-A15 MPCore à 2,0 GHz + quadruple cœur ARM Cortex-A7 MPCore à 1,3 GHz  | ARM Mali-T628 MP6 à 695 MHz mobile image compression (MIC) |                                                                               | 2014               | Samsung Chromebook 2 13,3 |
| Exynos 7420 GH7 (Exynos Infinity)                  | 14 nm FinFET                  | ARMv8-A                  | Quadruple cœur ARM Cortex-A57 à 2,1 GHz + quadruple cœur Cortex-A53 à 1,5 GHz                   | ARM Mali-T760 MP8                                          | LPDDR4 à 1,5 GHz                                                              | 2e trimestre 2015  | Samsung Galaxy S6, Samsung Galaxy S6 edge, Samsung Galaxy S6 edge+,Samsung Galaxy Note 5                                                                                        |
| Exynos 7580                                        | 28 nm HKMG                    | ARMv8-A                  | 8 ARM Cortex-A53 à 1,6 GHz                                                                      | Mali-T720 MP2 à 600 MHz                                    | LPDDR3 à 900 MHz                                                              | 2e trimestre 2015  | Galaxy S5 Neo (SM-G903, international) ou Galaxy S5 New (SM-G903F, en France) , Galaxy A5 (2016), Galaxy A7 (2016), Galaxy J7 (2015)                                            |
| Exynos 8 Octa 8890                                 | 14 nm LPP                     | ARMv8-A                  | 4 Exynos M1 « Mongoose » à 2,3 GHz 4 Cortex-A53 à 1,6 GHz                                       | Mali-T880 MP12                                             | LPDDR4                                                                        | 1er trimestre 2016 | Samsung Galaxy S7, Samsung Galaxy S7 edge , Samsung Galaxy Note 7 |
| Exynos 9 Octa 8895                                 | 10 nm LPE                     | ARMv8-A                  | 4 Exynos M2 « Mongoose » à 2,3 GHz 4 Cortex-A53 à 1,7 GHz                                       | Mali-G71 MP20                                              | LPDDR4X                                                                       | 2e trimestre 2017  | Samsung Galaxy S8, Samsung Galaxy Note 8 |
| Exynos 9 Octa 9810                                 | 10 nm LPE                     | ARMv8-A                  | 4 Exynos M3 « Mongoose » à 2,9 GHz 4 Cortex-A55 à 1,9 GHz                                       | Mali-G72 MP18                                              | LPDDR4X                                                                       | 1re trimestre 2018 | Samsung Galaxy S9, Samsung Galaxy Note 9 (sauf pour les modèles américains, équipés d'un microprocesseur Qualcomm Snapdragon 845)                                               |

## Séries

### Exynos 8800
La série d'Exynos 8800 est présentée pour la première fois en novembre 2015, avec l'Exynos 8890. Ce dernier est gravé en 14 nm et possède quatre cœurs ARM Cortex-A53.
L'Exynos 8890 équipe les Samsung Galaxy S7, Note 7 et les Meizu Pro 6. L'Exynos 8895 est utilisé sur les Samsung Galaxy S8.

### Exynos 900
Les Exynos 900 sont des SoC Samsung haut de gamme présentés fin 2019 et début 2020.

### Exynos 1000
Le 12 novembre 2020, Samsung présente l'Exynos 1080, première puce de la marque à être gravée en 5 nm, ce qui permet une augmentation de 30 % de l'efficacité énergétique, des performances en hausse de 14 % et 80 % de transistors en plus par rapport à son prédécesseur. La puce embarque huit cœurs : un ARM Cortex-A78 cadencé à 2,84 GHz, trois ARM Cortex-A78 à 2,6 GHz et quatre ARM Cortex-A55 à 2 GHz, pour les tâches les moins intenses en ressources. La partie graphique est assurée par un GPU ARM Mali-G78 MP10.